# Johanna Schipper
Pour les articles homonymes, voir Schipper.
Johanna Schipper, dite Johanna ou Nina est une auteure de bande dessinée française née en 1967 à Taïwan.

## Biographie
Elle est née en 1967 à Taïwan, d'une mère néerlandaise et d'un père sinologue. Elle y réside jusqu'à l'âge de 3 ans et demi, et suit ensuite ses parents aux Pays-Bas puis en France où la famille Schipper s'installe en 1974.
Après le bac, elle étudie la bande dessinée à l'École européenne supérieure de l'image d'Angoulême.
Elle travaille ensuite en tant que coloriste, notamment avec Emmanuel Moynot sur la série Le Temps des bombes publiée au début des années 1990 et avec Farid Boudjellal (album Le Beurgeois publié en 1997).
À partir de 1993 et jusqu'en 2000, elle commence à publier des récits courts pour fanzines et des illustrations jeunesse. En 1999, elle reprend les aventures de Nana, l'héroïne des Phosfées, dont cinq ont été publiées en noir et blanc dans les magazines de BD française Le Lézard, PLG ou Ogoun ! entre 1995 et 1997, et elle les repropose en couleurs dans la collection jeunesse de Delcourt. Ces albums sont consacrés à l'univers des rêves.
Elle quitte ensuite le domaine des bandes dessinées pour la jeunessse, et propose un album en bonne partie autobiographique, Née quelque part, publié en 2004 (traduit ensuite en chinois), où elle revient sur les lieux de son enfance à Taïwan,. Puis suit en 2006 Une par une, et en 2007 Nos âmes sauvages (en Amazonie, une parisienne demande à un chaman de l'aider à guérir d'un chagrin d'amour) qui se voit décerner le prix Artémisia 2008 de la bande dessinée féminine. Et au début des années 2010, un diptyque, Le Printemps refleurira.
Depuis 2010, elle enseigne à l'École européenne supérieure de l'image d'Angoulême.

## Œuvres
- Les Phosfées, Delcourt, coll. « Jeunesse », 3 vol., 2000-2002.
- Née quelque part, Delcourt, coll. « Mirages », 2004  (ISBN 2-84789-043-2)[6],[7].
- Une par une, Éditions de l'an 2, coll. « Traits féminins », 2005 (sous le nom Nina)  (ISBN 2-84856-025-8)[8].
Réédition augmentée d'une histoire et sous le nom Johanna La Boîte à bulles, 2010  (ISBN 978-2-84953-111-2).
- Les Six Cygnes (d'après le conte des frères Grimm), Delcourt, coll. « Jeunesse », 2006[9].
- Nos âmes sauvages, Futuropolis, 2007  (ISBN 978-2-7548-0073-0)[10]. Prix Artémisia 2008.
- Le printemps refleurira, Futuropolis, 2 vol., 2010  (ISBN 978-2-7548-0202-4)[11] et  (ISBN 978-2-7548-0308-3).

## Récompense
- 2008 : Prix Artémisia de la bande dessinée féminine[1] pour Nos âmes sauvages